# ایسوار ای‌ام‌پی-۲۰
ایسوار ای‌ام‌پی-۲۰ (به انگلیسی: Issoire_APM_20_Lionceau) یک هواگرد ملخ‌پیشین تک‌موتوره از نوع ترابری غیرنظامی ساخت شرکت Issoire Aviation است. هواگرد ایسوار ای‌ام‌پی-۲۰ نخستین پروازش را در دسامبر ۱۹۹۵ میلادی انجام داد.
طراح این هواگرد، Philippe Moniot بود.